# Неделя против гомофобии
Неделя против гомофобии (англ. Week Against Homophobia) — ежегодная акция, впервые прошедшая в рамках кампании Совета Европы «Все различны — все равны» (англ. «All Different — All Equal»).

## История
Впервые акция прошла в рамках кампании Совета Европы «Все различны — все равны» в первых числах марта 2007 года, центральные события которой проходили в Варшаве.
В России с 26 по 31 марта 2007 года акция прошла при поддержке Восточно- и Центрально-Европейской сети по реализации кампании «Все различны — все равны» и участии Молодёжной сети против расизма и нетерпимости, Движения гражданских действий «Гроза», «Левого антифашистского фронта», «Социалистического Сопротивления», ряда ЛГБТ-организаций (Российская ЛГБТ-сеть, «ЛесбиPARTYя», «LGBT Rights», ЛГБТ-Служение "Nuntiare et Recreare" (ЛГБТ-христиане), Агентства правовой информации «LINA»), различных инициативных групп. В Москве, Санкт-Петербурге, Ростове-на-Дону, Воронеже, Краснодаре, Самаре были проведены различные информационные и просветительские мероприятия, кинопоказы, дискуссии, презентации правозащитных проектов, семинары и круглые столы. Целью являлось «обратить внимание на проблему гомофобии и её опасности для всего общества… ответить на гомофобную риторику путём создания пространства без дискриминации и ненависти по отношению к людям».
В 2008 году коалиция Молодёжной сети против расизма и нетерпимости, Российской ЛГБТ-сети, проекта «La Sky», Движение гражданских действий «Гроза» и целого ряда региональных правозащитных, ЛГБТ-организаций и инициативных групп с 25 по 31 марта провела вторую акцию, которая охватила Москву, Санкт-Петербург, Ростов-на-Дону, Ижевск, Челябинск, Петрозаводск, Воронеж, Тюмень, Омск и Самару.
С 23 по 29 марта 2009 года Российская ЛГБТ-сеть выступила инициатором третьей Недели против гомофобии в России, мероприятия прошли в 13 регионах России: Санкт-Петербурге, Петрозаводске, Пскове, Архангельске, Волгограде, Казани, Набережных Челнах, Перми, Тюмени, Омске, Томске, Кемерове, Красноярске.
Четвёртая российская Неделя прошла с 5 по 11 апреля 2010 года в Петербурге, Москве, Архангельске, Северодвинске, Новодвинске, Петрозаводске, Екатеринбурге, Казани, Кемерове, Томске, Тюмени, Петропавловске-Камчатском и Челябинске. В Москве её организатором (как и двух последующих) стала Радужная Ассоциация.
В 2011 году с заявлением в поддержку Недели против гомофобии выступило Молодёжное Яблоко.